# قفين
قَفِّين بلدة من بلدات الضفة الغربية وتتبع محافظة طولكرم، ومن البلدات التي وقعت في حرب 1967. تعتبر بلدة حسب المصادر التاريخية من أقدم البلدات بالمنطقة، حيث وجد آثار لقرى مندثرة ومقابر قديمة جدا مثل فراسين وشمسين وأبو الرجمان، ويرجع سبب تسمية قفين إلى كلمة آرامية تعني مدينة الصخور، وبها مقامات عديدة منها مقام الشيخ عثمان ومقام الشيخ مجاهد، وكانت قفين قديما معبرا رئيسيا للقوافل.

## الجغرافيا

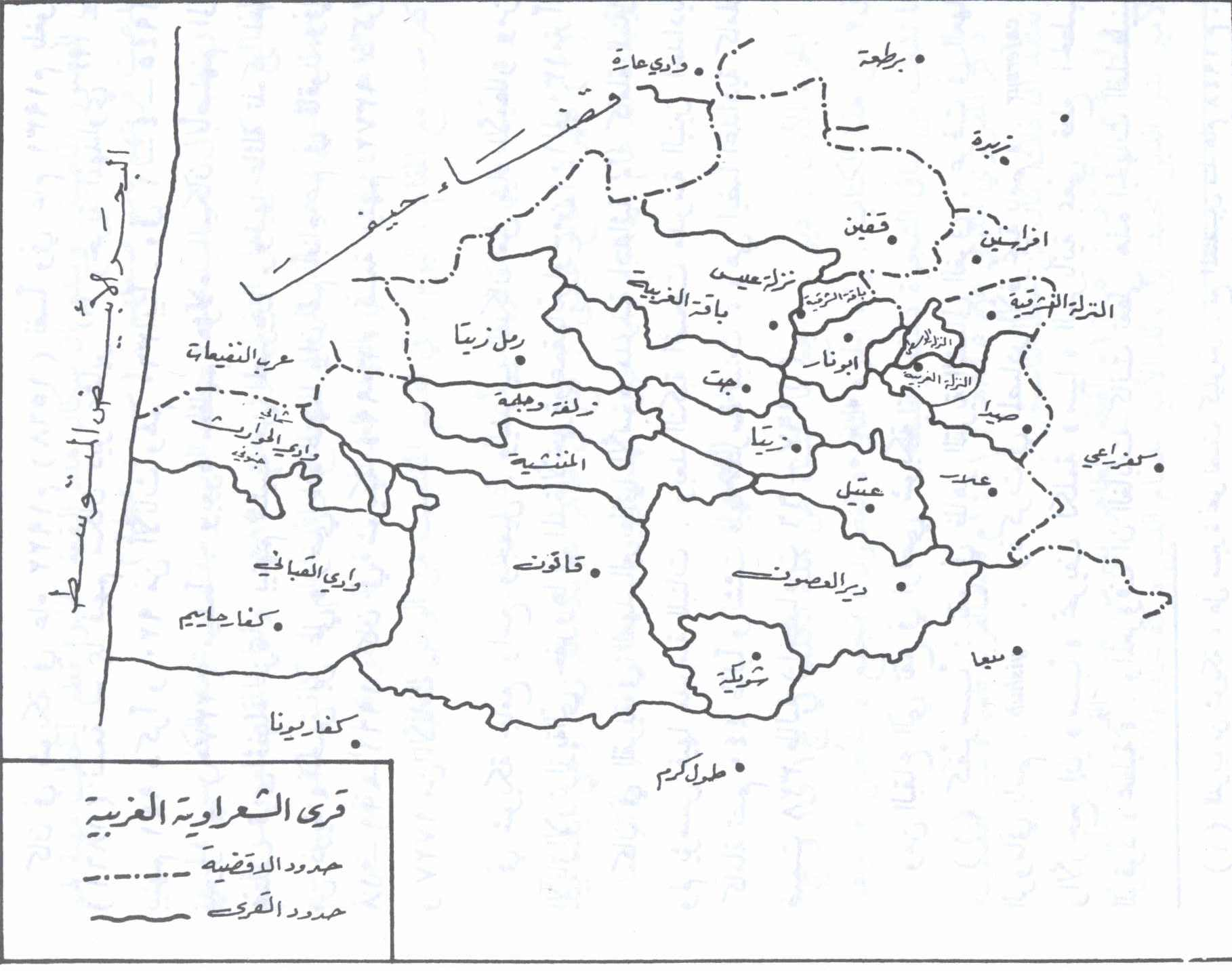
خريطه بلدة قفين وما يحدها من بلدات

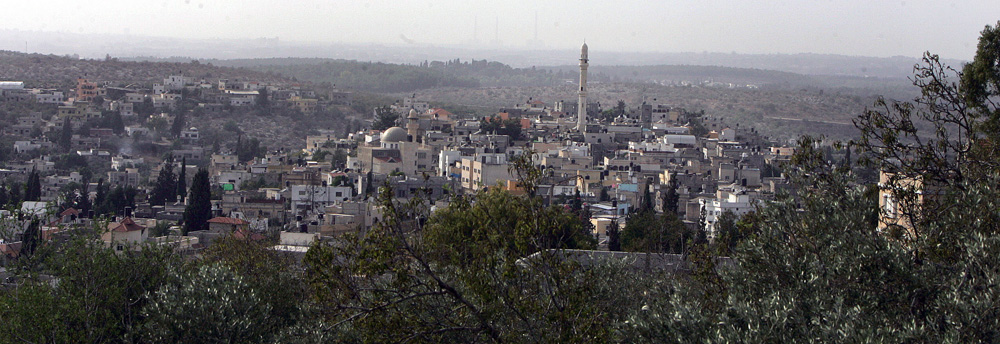
بلدة قفين

تقع بلدة قفين شمال مدينة طولكرم بحوالي عشرين كم، وهي موقع متوسط في فلسطين بين السهل الساحلي غربا، والمرتفعات الشرقية والوسطى شرقا، على طريق القوافل التجارية القديمة بين سورية ومصر، وهذا الموقع ميز البلدة وجعلها قبلة أنظار الفاتحين وممر جيوشهم، البلدة محاطة بالجبال من جميع الاتجاهات ما عدا جهة الغرب حيث تطل على السهل الداخلي والساحلي لفلسطين، وتشتهر البلدة بأشجار الزيتون حيث أن نسبة 80% من أراضي البلدة مزروعة بأشجار الزيتون، وتمتاز البلدة بجودة زيتها.

## السكان
بلغ عدد سكان البلدة عام 1922 إلى 800شخص، وفي عام 1931 إلى 1085 نسمة، وفي عام 1961 إلى 2457نسمة، وفي عـام 1997 حوالي 7000 نسمة، وحاليا 2017 يقدر بحوالي 12000
، كما يقدر عدد اللاجئين في البلدة بحوالي 400 شخص.

## البنية التحتية
1. في البلدة ست مدارس للذكور والإناث يبلغ مجموع تلاميذها 2500.
2. الوضع الصحي في البلدة: يوجد عيادة صحية واحدة في البلدة تابعة لوزارة الصحة تقدم الخدمات للمواطنين للحالات العادية والطارئة تحول إلى مدينة طولكرم بمسافة 20كم. كما يوجد بالبلدة عيادة صحية خاصة طب عام.
3. يتوفر في البلدة بئر ارتوازي للشرب، وتعتمد القرية اعتمادا كبيرا على محصول الزيتون والعمل داخل الخط الأخضر، ووجود ما يسمى بالجدار الأمني فقد فقدت القرية 80% من الأراضي الزراعية التي بقيت لها بعد عام 1948، وفي عام 1948 فقدت القرية 70% من أراضي البلدة داخل الخط الأخضر، والمصدر الثاني للرزق هو العمالة، وفي وجود الجدار الأمني والإغلاقات المستمرة فقد حرم العمال من الوصول إلى أعمالهم، داخل الخط الأخضر، وبهذا تعيش البلدة بوضع اقتصادي سيئ جدا
4. الثروة الحيوانية في البلدة حسب إحصاءات عام 2003 تقدر الثروة الحيوانية في البلدة بحوالي 3000رأس أغنام وأبقار، وقسم كبير من هذه الأغنام والأبقار كانت تعتمد بشكل كبير على المراعي، وبسبب وجود الجدار الأمني وضياع 80% من أراضي البلدة وفقدان المراعي، مما أدى إلى انخفاض كبير بعدد الأغنام والمواشي.

## النشاطات الاقتصـادية
تعتمد البلدة اعتمادا كبيرا على الأرض، حيث أن حوالي 90% من أراضي البلدة مزروعة بأشجار الزيتون، حيث يعتبر الموسم الرئيسي بالبلدة، وتعد واردات البلدة من الزيتون بحوالي 3 ملايين دولار، وبسبب جدار «الفصل العنصري» ومصادرة 70% من الأراضي وعدم مقدرة المزارعين من الوصول إلى أراضيهم بسبب جدار «الفصل العنصري» فقد فقدت البلدة المورد الاقتصادي الرئيسي
و تعتمد البلدة كذلك على الأيدي العاملة، وبسبب جدار «الفصل العنصري» والإغلاقات داخل الخط الأخضر فقد فقدت البلدة المورد الاقتصادي الثاني في البلدة، وبفقدان هذين الموردين فقد فقدت البلدة حوالي 85% من مواردها.
- عدد المزارعين:- معظم أهالي البلدة من المزارعين الصغار ويقدر بحوالي 800 مزارع.
- عدد التجـار:- يبلغ عدد المحلات التجارية في البلدة حوالي مائة وعشرون محلا، معظمها بقالات صغيرة وخدمات أخرى صغيرة.
- عدد العمــال:- تعتمد البلدة اعتمادا رئيسيا على العمالة حيث أن معظم أهالي البلـدة مهنيون وعمال ويقدر عددهم بحوالي أكثر من 2000 عامل عاطلين عن العمل، وتقدر بحوالي 80% من القوى العاملة، وبسبب الإغلاقات ووجود ما يسمى بالجدار «الفصل العنصري» وعدم مقدرة العمال من الوصول إلى أعمالهم داخل الخط الأخضر فإن معظم أهالي البلدة عاطلون عن العمل.
- عدد المشتركين في خدمات الماء والكهرباء:-يبلغ عدد المشتركين في خدمات الماء والكهرباء 1200 مشترك.
- الموارد:- الموارد الرئيسية في البلدة هي الزراعة والعمالة حوالي 85% من مجموع الموارد، وبسبب الجدار والإغلاقات تكون البلدة فقدت 85% من مواردها وباقي الموارد قسم منها موظفون بنسبة 5%، والباقي عمال يعملون بشكل متقطع.

## البنية التحتية
1. شبكة مياه متكاملة مع حاووز.
2. شبكة كهرباء قطرية.
3. شبكة شوارع بطول 25 كم.
4. تنفيذ مشروع مدرسة نموذجية للإناث الأساسية، وإضافة غرف صفية لكل من الأساسية ذكور والثانوية إناث.
5. قامت البلدية بعمل مشروع بالحجر الإيطالي عن طريق مؤسسة إيطالية.
6. مشروع استبدال مضخات المياه العاملة على الديزل لتعمل بالكهرباء.
7. مشروع تطوير شبكة الكهرباء.
8. مشروع إضافة غرف صفية لكل من المدرسة الثانوية للذكور، والمدرسة الثانوية بنات
- مشاريع البلدة بحاجة لها:-

1. حاووز ماء إضافي.
2. روضة نموذجية.
3. حدائق عامة وأماكن ترويحية.
4. تعبيد عدد من الطرق الداخلية والخارجية.
5. بناء مدرستين متكاملتين إحداهما للإناث والأخرى للذكور.

## قفين تحت الاحتلال
تعتبر البلدة من أكثر البلدان المتضررة مما يسمى بالجدار الأمني، حيث تم مصادرة خمسة آلاف دونم خلف الجدار، بالإضافة إلى ستمائة دونم تم تجريفها وشق الجدار منها.